# Феофіл Пашковський
Феофіл (в миру Феодор Миколайович Пашковський; 18 лютого 1874, Київ — 27 червня 1950, Сан-Франциско) — єпископ невизнаної Православної Церкви Америки з-під омофору Московської патріархії, архієпископ Сан-Франциський і митрополит всієї Америки і Канади. 

## Життєпис
Народився 6 лютого 1874 року в Києві в родині священника Миколи та Наталі Пашковських . 
Будучи студентом Київської духовної академії, захворів кісткової хворобою, яку лікарі визнали невиліковною, проте Іоанн Кронштадтський помолився за нього, коли відвідував школу, і юний Феодор видужав. На знак подяки, він дав обітницю стати послушником в печерах Київської лаври і виконав її в 1894 році. 
Закінчивши в 1894 році духовну семінарію по першому розряду, на запрошення єпископа Алеутського і Аляскинського Миколи Зьорова в кінці того ж року прибув до Сан-Франциско, де був призначений секретарем адміністрації Північно-Американської місії. 
17 листопада 1897 року одружився з американкою сербського походження Хелен Дабович  і 4 грудня того ж року висвячений в сан священника. Служив у Сан-Франциському кафедральному соборі. 
У 1900 році у нього народився син Борис, згодом відомий американський військовий контррозвідник. 
У 1906 році повернувся з архієпископом Тихоном Беллавіним в Російську імперію. Служив у останнього в єпархіальному управлінні у Віленській єпархії. 
З початком Першої світової війни — військовий священник в Російській імперії. У 1917 році овдовів. 
Брав участь в наданні допомоги голодуючим на Поволжі, організованої YMCA. 
27 квітня 1922 року патрірхом Тихоном і синодом призначений єпископом Чикаго. (Тоді ж митрополит Платон Рождественський був призначений тимчасовим керуючим Північно-Американської єпархією ). Після цього був пострижений в чернецтво. 
3 грудня 1922 хіротонізований на єпископа Чиказького, вікарія Північно-Американської єпархії; хіротонію здійснювали керуючий православними парафіями в Америці митрополит Платон Рождественський, єпископ Бруклінський Євтимій Офейш і архієпископ Неапольський Пантелеймон Афанасіадіс (Єрусалимська православна церква). 
З 4 серпня 1925 по 30 липня 1926 року тимчасово керував Канадської єпархією . 
З 1931 року — єпископ Сан-Франциський. 
23 листопада 1934 року на Соборі митрополичого округу (5-му Всеамериканському соборі) в Клівленді обраний наступником митрополита Платона і призначений митрополитом всієї Америки і Канади зі збереженням титулу архієпископа Сан-Франциського  .  
Внаслідок того, що він став наступником ієрарха, що відділився від Церкви, підпав під дію накладеної на останнього церковної заборони. 
5 січня 1935 року був заборонений у священнослужінні рішенням патріаршого місцеблюстителя митрополита Сергія Страгородського . 
Взяв курс на об'єднання російських церков: в 1935 підписав «Тимчасове Положення про РПЦ закордоном», згідно з яким очолювана ним Північно-Американська митрополія формально увійшла в підпорядкування Архієрейському Синоду в Сремських Карловцях. 
Особливу увагу надавав налагодженню християнської освіти на парафіяльному рівні, а також відновленню семінарської освіти. Після закриття семінарії в Теналфі, штат Нью-Джерсі, в Америці протягом 15 років не було власної семінарії.  
За сприяння Феофіла була заснована Свято-Володимирська духовна семінарія, а потім пастирська школа і притулок для сиріт при Тихонівському монастирі в Саут-Кейнані, штат Пенсільванія. Придбав будинок для Покровського собору в Нью-Йорку, який став духовним і адміністративним центром Північно-Американської митрополії . 
Під час правління митрополита Феофіла Північно-Американська митрополія отримала офіційне визнання відповідно до законодавства США. 
На початку 1945 року послав двох своїх представників на Помісний собор у Москві, однак вони запізнилися на засідання Собору, внаслідок того, що патріарший місцеблюститель митрополит Алексій Симанський, побоюючись, що на Соборі може початися зближення Північноамериканської митрополії зі східними патріархами, прямо просив Раду у справах РПЦ забезпечити затримку літака з делегатами митрополита Феофіла  (військовий літак, що летів через Аляску і Сибір, був затриманий в Красноярську, і далі делегація за порадою місцевого уповноваженого Ради у справах РПЦ Лаксенка діставалася до Москви поїздом ). 
Восени 1945 року двічі мав зустрічі з архієпископом Ярославським і Ростовським Алексієм (Сергєєвим), що відвідували Північну Америку, і мав з ними розмову про можливе прийняття Митрополії в Московському патрірхаті: митрополит Феофіл наполягав на повній автономії Північноамериканської митрополії, на незалежності у внутрішніх справах і визнання Патріарха лише духовним очільником . 
26–29 листопада 1946 року в Клівленді відбувся Собор духовенства і мирян, який більшістю голосів (187) висловився за відновлення спілкування з Московським патріархатом за умов збереження «повної автономії » Митрополії . Крім того, Собор, підтвердивши віру і лояльність митрополиту Феофілу, ухвалив рішення відмовитися від адміністративного підпорядкування Архієрейському Синоду РПЦЗ. Частина священнослужителів (61 голос) не погодилася з таким рішенням і вважала за краще залишитися в підпорядкуванні РПЦЗ. Ідейним очільником цієї групи був архієпископ Віталій Максименко. Крім нього в підпорядкуванні РПЦЗ залишилися архієпископ Тихон Троїцький, єпископи Ієронім Чернов, Іоасаф Скородумов і Серафим Іванов. Відносини РПЦЗ і Північноамериканської митрополії звідтоді були розірвані. Митрополит Феофіл направив до Москви повідомлення про постанови Клівлендського Собору і пообіцяв вислати його протоколи . 
Проте, на практиці митрополит Феофіл ухилявся від імплементації рішення Клівлендського собору про відновлення спілкування з Московським патріархатом, що, зокрема, виражалося в його відмові від співслужіння з патріаршим екзархом в Північній Америці митрополитом Веніаміном Федченковим (був призначений московським синодом ще в 1933)  , а також ухилявся від прямих особистих контактів з представником патріарха Алексія І митрополитом Григорієм Чуковим, який знаходився в США з липня по жовтень 1947 року з метою перемовин про умови приняття Митрополії в юрисдикцію Московського патріархату і так і не зумів виробити прийнятний для обох сторін варіант входження Митрополії в Московську патріархію.  
Внаслідок цього 12 грудня 1947 року Патріарх Алексій I і Священний синод постановили:  

«1. Митрополита Феофіла і його однодумців серед єпископів: Чиказького Архієпископа Леонтія, Аляскинського Іоанна, Бруклінського Іоанна і Єпископа Никона — за завзятий опір закликам Матері-Церкви до спілкування; за втягнення своєї пастви в розкол, всупереч бажанню самої пастви, що виразилося в постанові Клівлендского Собору, а першого і за незаконно накладене "прокляття" на Архієпископа Макарія за возз'єднання його з Московською Патріархією — піддати Суду Собору Єпископів, згідно з Правилами: 34-м Апост., 9-м Антіох. Соб., 15-м Дворазов. Соб.  
Накладену на Митрополита Феофіла 5 січня 1935 Патріаршим місцеблюстителем митрополитом Сергієм і умовно зняту з нього в січні 1947 Святішим Патріархом Московським Алексієм І заборону залишити в силі, внаслідок невиконання ним зазначеної Патріархом умови возз'єднання через спільне служіння його, Митрополита Феофіла, з Преосвященним екзархом, або з представником Патріарха — Митрополитом Григорієм. Ця ж заборона поширюється і на вищезазначених Єпископів, що йдуть слідом за Митрополитом Феофілом шляхом розколу. 
2. Доручити Преосвященному Екзарху, Архієпископу Макарію, приймати духовних осіб, які бажають возз'єднання — через спілкування з ними в таїнстві Євхаристії після їхньої сповіді у духівника». 

Управління Феофіла мало надзвичайно важливе значення для заспокоєння і встановлення автономності управління Православної російської церкви в Америці, що отримала офіційне положення (інкорпорована) відповідно до американського законодавства. 
Помер 27 червня 1950 року в Сан-Франциско у розколі РПЦЗ, виключений також із числа останньої розкольницької організації, під забороною як з боку Московського Патріархату, так і з боку Архієрейського Синоду РПЦЗ.